# 白石晃士
白石 晃士（しらいし こうじ、1973年6月1日 - ）は、日本の映画監督、脚本家。福岡県出身。既婚。

## 来歴
九州産業大学芸術学部美術学科に入学するも学費未納のため2年時に退学。その後も在学中に所属していた映画研究部に居座り、数本の自主映画を制作。
1994年に石井聰互監督『水の中の八月』で制作進行を担当。その他、いくつかのCMや教育映画にスタッフとして参加する。
1997年に制作した自主映画『暴力人間』（共同監督・笠井暁大）が、ひろしま映像展98で企画脚本賞・撮影賞を受賞。翌年に制作した『風は吹くだろう』（共同監督・近藤太）が、ぴあフィルムフェスティバル99で準グランプリを受賞。
2000年には矢口史靖監督作品『ウォーターボーイズ』のメイキングを担当。
2004年に若槻千夏主演の映画『呪霊 THE MOVIE 黒呪霊』で長編初監督を務める。その後はモキュメンタリー形式のホラー作品を数多く手掛けており、2005年に公開された映画『ノロイ』は一部で日本版『ブレア・ウィッチ・プロジェクト』と呼ばれ、その作風は2008年のビデオ作品『裏ホラー』や2009年公開の映画『オカルト』にも引き継がれている。
2012年から全国各地の都市伝説や怪奇現象を調査するオリジナルDVD『戦慄怪奇ファイル コワすぎ!』シリーズを開始。2014年、キム・コッピ主演の日韓合作の映画『ある優しき殺人者の記録』を劇場公開。これらの作品では自身がカメラマン役として出演し、作品を超えて世界観を共有する手法が取られている。
2016年、自身のフェイク・ドキュメンタリー作品の制作手法を詳細に解説した著書『フェイクドキュメンタリーの教科書』が出版された。
2021年11月、自身のYouTubeチャンネル『白石晃士チャンネル 奇妙奇譚倶楽部』を設立。

## 監督作品

### 劇場公開映画
- ほんとにあった! 呪いのビデオ THE MOVIE（2003年）- 構成・演出
  - ほんとにあった! 呪いのビデオ THE MOVIE2（2003年）- 構成・演出
- 呪霊 THE MOVIE 黒呪霊（2004年）- 監督・編集
- 日野日出志のザ・ホラー怪奇劇場『怪奇!死人少女』（2004年）- 監督・脚本
- ノロイ（2005年）- 監督・脚本
- 口裂け女（2007年）- 監督・脚本
- タカダワタル的ゼロ（2008年）- 監督・撮影
- グロテスク（2009年）- 監督・脚本
- オカルト（2009年）- 監督・脚本・撮影・編集・出演
- テケテケ（2009年）- 監督
  - テケテケ2（2009年）- 監督
- シロメ（2010年）- 監督・脚本・編集・出演
- 青春Hセカンドシーズン「超・悪人」（2011年）- 監督・脚本・撮影・出演
- カルト（2013年）- 監督・脚本
- 讐 〜ADA〜（2013年）- 監督・脚本
- 戦慄怪奇ファイル コワすぎ!史上最恐の劇場版（2014年）- 監督・脚本・撮影・VFX・出演
  - 戦慄怪奇ワールド コワすぎ!（2023年9月8日公開） - 監督・脚本・撮影・音響効果・出演[3]
- ある優しき殺人者の記録（2014年9月6日公開）- 監督・脚本・撮影・出演
- 殺人ワークショップ（2014年9月13日公開）- 監督・脚本
- ボクソール★ライドショー 恐怖の廃校脱出!（2016年1月16日公開）- 監督・脚本・撮影・出演
- 鬼談百景『密閉』（2016年1月23日公開）- 監督・脚本
- 貞子vs伽椰子（2016年6月18日公開）- 監督・脚本
- 不能犯（2018年公開） - 監督・脚本[4]
- 恋のクレイジーロード（2018年5月5日公開）- 監督・脚本・編集・効果
- 地獄少女（2019年11月15日公開） - 監督・脚本
- 善悪の屑（公開中止） - 監督・脚本
- 恋するけだもの（2020年11月21日公開） - 監督・脚本・編集
- オカルトの森へようこそ THE MOVIE（2022年8月27日公開）- 監督・脚本・撮影・編集・出演[5]
- 愛してる!（2022年9月30日公開） - 監督・脚本・編集[6]
- 白石晃士の決して送ってこないで下さい【劇場版】（2023年10月13日公開） - 監督・脚本・編集・撮影・録音・合成・出演[7]
- サユリ（2024年） - 監督・脚本
- 近畿地方のある場所について（2025年） - 監督

### オリジナルビデオ
- 日本怨念地図 検証!!杉沢村の呪い（2001年）- 監督
  - 日本怨念地図2 検証!!樹海の呪い（2002年）- 監督・編集
- 怪奇!アンビリーバブル2（2002年）- 監督・構成
- 陰陽師 呪詛（じゅそ）返し（2002年）- 監督
  - 陰陽師2 人魔調伏（じんまちょうぶく）（2002年）- 監督
  - 陰陽師 実録!百鬼封滅（2003年）- 構成・演出
- ほんとにあった! 呪いのビデオ Ver.X:3（2002年）- 構成・演出
  - ほんとにあった! 呪いのビデオ Ver.X:4（2002年）- 構成・演出
- 集団自殺ネット（2003年）- 構成・演出
- 心霊写真奇譚（2006年）- 監督
- ウワサの真相! 口裂け女（2007年）- 構成・演出
- 幽霊ゾンビ（2007年）- 監督・脚本
- 裏ホラー（2008年）- 監督
- パラノーマル・フェノミナン（2010年）- 監督・ナビゲーター
- バチアタリ暴力人間（2010年）- 監督・脚本・編集・出演
- ネ申アイドル総選挙バトル（2011年）- 監督・脚本・編集
- 戦慄怪奇ファイル コワすぎ!シリーズ
  - 戦慄怪奇ファイル コワすぎ!FILE-01【口裂け女捕獲作戦】（2012年）- 監督・脚本・撮影・出演
  - 戦慄怪奇ファイル コワすぎ!FILE-02【震える幽霊】（2012年）- 監督・脚本・撮影・編集・出演
  - 戦慄怪奇ファイル コワすぎ!FILE-03【人喰い河童伝説】（2013年）- 監督・脚本・撮影・VFX・出演
  - 戦慄怪奇ファイル コワすぎ!FILE-04【真相!トイレの花子さん】（2013年）- 監督・脚本・撮影・VFX・出演
  - 戦慄怪奇ファイル コワすぎ!劇場版・序章【真説・四谷怪談 お岩の呪い】（2014年）- 監督・脚本・撮影・出演
  - 戦慄怪奇ファイル コワすぎ!最終章（2015年）- 監督・脚本・撮影・VFX・出演
  - 戦慄怪奇ファイル 超コワすぎ!FILE-01【恐怖降臨!コックリさん】（2015年）- 監督・脚本・撮影・VFX・出演
  - 戦慄怪奇ファイル 超コワすぎ!FILE-02【暗黒奇譚!蛇女の怪】（2015年）- 監督・脚本・撮影・VFX・出演

### ショートフィルム
- 失踪した女優・石橋杏奈（2012年、TBS 『Asian Ace』番組内で制作）- 監督・脚本・編集・VFX
- 高見侑里の○○な話（2012年、フジテレビ 『めざましどようび』番組内で制作）- 監督
- The Showing（2013年、イベント『ポートフォリオナイト』プロモーション用短編）- 監督
- 訪問者（2022年、映画『オカルトの森へようこそ THE MOVIE』プロローグ短編）- 監督・脚本・撮影・出演

### TVドラマ
- 日本のこわい夜（2004年、TBS）
  - 第3話「大生首」- 監督・脚本
  - 日本のこわい夜 特別篇 本当にあった史上最恐ベスト10（2005年）- 監督
- ミュージアム -序章-（2016年、GYAO!・WOWOW）- 監督・脚本
- オカルトの森へようこそ（2022年、WOWOW）- 監督・脚本・撮影・出演[8]

### Webドラマ
- 学校の怪談（2012年、BeeTV）
  - 第5話「人体模型」- 監督
  - 第10話「廃校の撮影」- 監督・脚本
  - 第11話「獣」- 監督
  - 第15話「こっくりさん｣ - 監督・脚本
- 絶恐体感キモダメシ（2014年、dビデオ）- 監督・脚本
- 未来世紀SHIBUYA（2021年、Hulu）- 監督・脚本
- 外道の歌（2024年、DMM TV） - 監督[9]

### ミュージックビデオ
- 北村早樹子「だ・い・す・き」（2013年）
- 北村早樹子「マイハッピーお葬式」（2014年）
- 北村早樹子「卵のエチュード」（2014年）
- THE★米騒動「コケット」（2014年）
- KING BROTHERS「The Machine」（2018年）

### 自主映画
- 暴力人間（1997年）
- 風は吹くだろう（1998年）
- あの子は雲の上（1998年）
- 超・暴力人間（2011年）
- Kudo's Secret[10]（2012年）
- To the Other Side[11]（2012年）
- GOOD BYE[12]（2012年）
- 超・暴力人間 デラックス[13]（2014年）
- Mystery Man[14]（2014年）
- Her Brother[15]（2014年）
- REST[16]（2015年）
- PLEASE[17]（2015年）
- 白石晃士の世界征服宣言[18]（2016年）
- 超エドガーケイシー（2018年）
- ミッドサマー・ウィッチ（2023年）

## 参加作品

### 劇場公開映画
- ニート・オブ・ザ・デッド（2013年）（南木顕生 監督作品）- 出演
- 青春群青色の夏（2015年）（田中佑和 監督作品）- 出演[19]
- シネマ狂想曲 〜名古屋映画館革命〜（2017年）（樋口智彦 監督作品）- 出演
- オクス駅お化け（2023年）（チョン・ヨンギ 監督作品）- 脚本協力

### TVドラマ
- 不能犯（2017年）（dTV、内藤瑛亮 監督作品）- 監修

## 著書
- フェイクドキュメンタリーの教科書: リアリティのある“嘘"を描く映画表現 その歴史と撮影テクニック（誠文堂新光社、2016年1月）